# Тараканово (сельское поселение Итомля)
Тараканово — деревня в Ржевском муниципальном округе Тверской области.

## География
Находится в южной части Тверской области на расстоянии приблизительно 28 км по прямой на север-северо-запад от города Ржев.

## История
Деревня была отмечена еще на карте 1825 года. В 1859 году здесь (деревня Ржевского уезда Тверской губернии) было учтено 10 дворов, в 1939—20. Входила до 2022 года в состав сельского поселения «Итомля» до его упразднения.

## Население
Численность населения: 89 человек (1859 год), 10 (русские 100 %) в 2002 году, 1 в 2010.